# Señorita (Shawn Mendes en Camila Cabello)
Señorita  is een nummer van de Canadese zanger Shawn Mendes en de Cubaans-Amerikaanse zangeres Camila Cabello. Het werd uitgegeven op 21 juni 2019. Mendes en Cabello werkten eerder samen op het nummer I Know What You Did Last Summer uit 2015.

## Promotie
Op 18 juni 2019 plaatsten Shawn Mendes en Camila Cabello beide op hun sociale media een korte video waarin de twee artiesten te zien zijn. De volgende dag werd bekend dat ze samen het nummer Señorita zouden uitbrengen op 21 juni 2019.

## Ontvangst
In de eerste week na uitgave kwam Señorita binnen op nummer één in Griekenland, Ierland, Noorwegen en de Nederlandse Single Top 100. In veel andere hitlijsten kwam het binnen in de top 10, waaronder de Nederlandse Top 40 en de Nederlandse Mega Top 50. In deze drie lijsten stond het nummer de volgende week bovenaan. In België stond Señorita in de eerste week op plek 16 en 24 in de Ultratop 50 en Radio 2 Top 30 respectievelijk. In de Ultratop 50 werd uiteindelijk de tweede plek en in de Radio 2 Top 30 de eerste plek behaald. In de thuislanden van Mendes en Cabello, Canada en de Verenigde Staten, kwam het beide binnen op nummer twee. Ook in die lijsten werd uiteindelijk de toppositie bereikt.

## Videoclip
De videoclip van Señorita werd, net als het nummer, op 21 juni 2019 uitgegeven. In de clip is Camila Cabello te zien als een serveerster in een restaurant dat Shawn Mendes bezoekt. De twee zijn later dansend en samen in een hotelkamer te zien.

## Hitnoteringen

### Nederlandse Top 40
| Hitnotering: 29-06-2019 t/m 23-11-2019 | Hitnotering: 29-06-2019 t/m 23-11-2019 | Hitnotering: 29-06-2019 t/m 23-11-2019 | Hitnotering: 29-06-2019 t/m 23-11-2019 | Hitnotering: 29-06-2019 t/m 23-11-2019 | Hitnotering: 29-06-2019 t/m 23-11-2019 | Hitnotering: 29-06-2019 t/m 23-11-2019 | Hitnotering: 29-06-2019 t/m 23-11-2019 | Hitnotering: 29-06-2019 t/m 23-11-2019 | Hitnotering: 29-06-2019 t/m 23-11-2019 | Hitnotering: 29-06-2019 t/m 23-11-2019 | Hitnotering: 29-06-2019 t/m 23-11-2019 | Hitnotering: 29-06-2019 t/m 23-11-2019 | Hitnotering: 29-06-2019 t/m 23-11-2019 | Hitnotering: 29-06-2019 t/m 23-11-2019 | Hitnotering: 29-06-2019 t/m 23-11-2019 | Hitnotering: 29-06-2019 t/m 23-11-2019 | Hitnotering: 29-06-2019 t/m 23-11-2019 | Hitnotering: 29-06-2019 t/m 23-11-2019 | Hitnotering: 29-06-2019 t/m 23-11-2019 | Hitnotering: 29-06-2019 t/m 23-11-2019 |
| Week:                                  | 1                                      | 2                                      | 3                                      | 4                                      | 5                                      | 6                                      | 7                                      | 8                                      | 9                                      | 10                                     | 11                                     | 12                                     | 13                                     | 14                                     | 15                                     | 16                                     | 17                                     | 18                                     | 19                                     | 20                                     |
| -------------------------------------- | -------------------------------------- | -------------------------------------- | -------------------------------------- | -------------------------------------- | -------------------------------------- | -------------------------------------- | -------------------------------------- | -------------------------------------- | -------------------------------------- | -------------------------------------- | -------------------------------------- | -------------------------------------- | -------------------------------------- | -------------------------------------- | -------------------------------------- | -------------------------------------- | -------------------------------------- | -------------------------------------- | -------------------------------------- | -------------------------------------- |
| Positie:                               | 8                                      | 1                                      | 1                                      | 1                                      | 1                                      | 1                                      | 1                                      | 1                                      | 1                                      | 1                                      | 1                                      | 1                                      | 1                                      | 2                                      | 5                                      | 8                                      | 10                                     | 11                                     | 15                                     | 20                                     |
| Week:                                  | 21                                     | 22                                     |                                        |                                        |                                        |                                        |                                        |                                        |                                        |                                        |                                        |                                        |                                        |                                        |                                        |                                        |                                        |                                        |                                        |                                        |
| Positie:                               | 32                                     | 38                                     | uit                                    |                                        |                                        |                                        |                                        |                                        |                                        |                                        |                                        |                                        |                                        |                                        |                                        |                                        |                                        |                                        |                                        |                                        |

### NederlandseSingle Top 100
| Hitnotering: 29-06-2019 t/m 25-07-2020 | Hitnotering: 29-06-2019 t/m 25-07-2020 | Hitnotering: 29-06-2019 t/m 25-07-2020 | Hitnotering: 29-06-2019 t/m 25-07-2020 | Hitnotering: 29-06-2019 t/m 25-07-2020 | Hitnotering: 29-06-2019 t/m 25-07-2020 | Hitnotering: 29-06-2019 t/m 25-07-2020 | Hitnotering: 29-06-2019 t/m 25-07-2020 | Hitnotering: 29-06-2019 t/m 25-07-2020 | Hitnotering: 29-06-2019 t/m 25-07-2020 | Hitnotering: 29-06-2019 t/m 25-07-2020 | Hitnotering: 29-06-2019 t/m 25-07-2020 | Hitnotering: 29-06-2019 t/m 25-07-2020 | Hitnotering: 29-06-2019 t/m 25-07-2020 | Hitnotering: 29-06-2019 t/m 25-07-2020 | Hitnotering: 29-06-2019 t/m 25-07-2020 | Hitnotering: 29-06-2019 t/m 25-07-2020 | Hitnotering: 29-06-2019 t/m 25-07-2020 | Hitnotering: 29-06-2019 t/m 25-07-2020 | Hitnotering: 29-06-2019 t/m 25-07-2020 | Hitnotering: 29-06-2019 t/m 25-07-2020 |
| Week:                                  | 1                                      | 2                                      | 3                                      | 4                                      | 5                                      | 6                                      | 7                                      | 8                                      | 9                                      | 10                                     | 11                                     | 12                                     | 13                                     | 14                                     | 15                                     | 16                                     | 17                                     | 18                                     | 19                                     | 20                                     |
| -------------------------------------- | -------------------------------------- | -------------------------------------- | -------------------------------------- | -------------------------------------- | -------------------------------------- | -------------------------------------- | -------------------------------------- | -------------------------------------- | -------------------------------------- | -------------------------------------- | -------------------------------------- | -------------------------------------- | -------------------------------------- | -------------------------------------- | -------------------------------------- | -------------------------------------- | -------------------------------------- | -------------------------------------- | -------------------------------------- | -------------------------------------- |
| Positie:                               | 1                                      | 1                                      | 1                                      | 1                                      | 1                                      | 1                                      | 1                                      | 1                                      | 1                                      | 2                                      | 2                                      | 2                                      | 3                                      | 3                                      | 4                                      | 4                                      | 9                                      | 11                                     | 16                                     | 18                                     |
| Week:                                  | 21                                     | 22                                     | 23                                     | 24                                     | 25                                     | 26                                     | 27                                     | 28                                     | 29                                     | 30                                     | 31                                     | 32                                     | 33                                     | 34                                     | 35                                     | 36                                     | 37                                     | 38                                     | 39                                     | 40                                     |
| Positie:                               | 23                                     | 27                                     | 29                                     | 34                                     | 23                                     | 40                                     | 64                                     | 30                                     | 34                                     | 43                                     | 50                                     | 54                                     | 55                                     | 61                                     | 60                                     | 60                                     | 70                                     | 75                                     | 73                                     | 73                                     |
| Week:                                  | 41                                     | 42                                     | 43                                     | 44                                     | 45                                     | 46                                     | 47                                     | 48                                     | 49                                     | 50                                     | 51                                     | 52                                     | 53                                     | 54                                     | 55                                     | 56                                     | 57                                     |                                        |                                        |                                        |
| Positie:                               | 79                                     | 83                                     | 75                                     | 83                                     | 82                                     | 86                                     | 84                                     | 85                                     | 91                                     | 92                                     | 84                                     | 86                                     | 83                                     | 83                                     | 84                                     | 89                                     | 95                                     | uit                                    |                                        |                                        |

### VlaamseUltratop 50
| Hitnotering: 29-06-2019 t/m 14-02-2020 | Hitnotering: 29-06-2019 t/m 14-02-2020 | Hitnotering: 29-06-2019 t/m 14-02-2020 | Hitnotering: 29-06-2019 t/m 14-02-2020 | Hitnotering: 29-06-2019 t/m 14-02-2020 | Hitnotering: 29-06-2019 t/m 14-02-2020 | Hitnotering: 29-06-2019 t/m 14-02-2020 | Hitnotering: 29-06-2019 t/m 14-02-2020 | Hitnotering: 29-06-2019 t/m 14-02-2020 | Hitnotering: 29-06-2019 t/m 14-02-2020 | Hitnotering: 29-06-2019 t/m 14-02-2020 | Hitnotering: 29-06-2019 t/m 14-02-2020 | Hitnotering: 29-06-2019 t/m 14-02-2020 | Hitnotering: 29-06-2019 t/m 14-02-2020 | Hitnotering: 29-06-2019 t/m 14-02-2020 | Hitnotering: 29-06-2019 t/m 14-02-2020 | Hitnotering: 29-06-2019 t/m 14-02-2020 | Hitnotering: 29-06-2019 t/m 14-02-2020 | Hitnotering: 29-06-2019 t/m 14-02-2020 | Hitnotering: 29-06-2019 t/m 14-02-2020 | Hitnotering: 29-06-2019 t/m 14-02-2020 |
| Week:                                  | 1                                      | 2                                      | 3                                      | 4                                      | 5                                      | 6                                      | 7                                      | 8                                      | 9                                      | 10                                     | 11                                     | 12                                     | 13                                     | 14                                     | 15                                     | 16                                     | 17                                     | 18                                     | 19                                     | 20                                     |
| -------------------------------------- | -------------------------------------- | -------------------------------------- | -------------------------------------- | -------------------------------------- | -------------------------------------- | -------------------------------------- | -------------------------------------- | -------------------------------------- | -------------------------------------- | -------------------------------------- | -------------------------------------- | -------------------------------------- | -------------------------------------- | -------------------------------------- | -------------------------------------- | -------------------------------------- | -------------------------------------- | -------------------------------------- | -------------------------------------- | -------------------------------------- |
| Positie:                               | 16                                     | 5                                      | 3                                      | 3                                      | 2                                      | 2                                      | 2                                      | 2                                      | 2                                      | 2                                      | 2                                      | 2                                      | 3                                      | 3                                      | 3                                      | 3                                      | 3                                      | 4                                      | 4                                      | 9                                      |
| Week:                                  | 21                                     | 22                                     | 23                                     | 24                                     | 25                                     | 26                                     | 27                                     | 28                                     | 29                                     | 30                                     | 31                                     | 32                                     | 33                                     | 34                                     |                                        |                                        |                                        |                                        |                                        |                                        |
| Positie:                               | 7                                      | 13                                     | 14                                     | 16                                     | 14                                     | 19                                     | 10                                     | 16                                     | 22                                     | 20                                     | 27                                     | 46                                     | 39                                     | 45                                     | uit                                    |                                        |                                        |                                        |                                        |                                        |

### VlaamseRadio 2 Top 30
| Hitnotering: 29-06-2019 t/m 18-01-2020 | Hitnotering: 29-06-2019 t/m 18-01-2020 | Hitnotering: 29-06-2019 t/m 18-01-2020 | Hitnotering: 29-06-2019 t/m 18-01-2020 | Hitnotering: 29-06-2019 t/m 18-01-2020 | Hitnotering: 29-06-2019 t/m 18-01-2020 | Hitnotering: 29-06-2019 t/m 18-01-2020 | Hitnotering: 29-06-2019 t/m 18-01-2020 | Hitnotering: 29-06-2019 t/m 18-01-2020 | Hitnotering: 29-06-2019 t/m 18-01-2020 | Hitnotering: 29-06-2019 t/m 18-01-2020 | Hitnotering: 29-06-2019 t/m 18-01-2020 | Hitnotering: 29-06-2019 t/m 18-01-2020 | Hitnotering: 29-06-2019 t/m 18-01-2020 | Hitnotering: 29-06-2019 t/m 18-01-2020 | Hitnotering: 29-06-2019 t/m 18-01-2020 | Hitnotering: 29-06-2019 t/m 18-01-2020 | Hitnotering: 29-06-2019 t/m 18-01-2020 | Hitnotering: 29-06-2019 t/m 18-01-2020 | Hitnotering: 29-06-2019 t/m 18-01-2020 | Hitnotering: 29-06-2019 t/m 18-01-2020 |
| Week:                                  | 1                                      | 2                                      | 3                                      | 4                                      | 5                                      | 6                                      | 7                                      | 8                                      | 9                                      | 10                                     | 11                                     | 12                                     | 13                                     | 14                                     | 15                                     | 16                                     | 17                                     | 18                                     | 19                                     | 20                                     |
| -------------------------------------- | -------------------------------------- | -------------------------------------- | -------------------------------------- | -------------------------------------- | -------------------------------------- | -------------------------------------- | -------------------------------------- | -------------------------------------- | -------------------------------------- | -------------------------------------- | -------------------------------------- | -------------------------------------- | -------------------------------------- | -------------------------------------- | -------------------------------------- | -------------------------------------- | -------------------------------------- | -------------------------------------- | -------------------------------------- | -------------------------------------- |
| Positie:                               | 24                                     | 11                                     | 5                                      | 3                                      | 2                                      | 2                                      | 2                                      | 3                                      | 1                                      | 3                                      | 1                                      | 1                                      | 1                                      | 3                                      | 2                                      | 4                                      | 2                                      | 2                                      | 1                                      | 4                                      |
| Week:                                  | 21                                     | 22                                     | 23                                     | 24                                     | 25                                     | 26                                     | 27                                     | 28                                     | 29                                     | 30                                     |                                        |                                        |                                        |                                        |                                        |                                        |                                        |                                        |                                        |                                        |
| Positie:                               | 8                                      | 14                                     | 19                                     | 22                                     | 23                                     | 22                                     | 22                                     | 23                                     | 25                                     | 30                                     | uit                                    |                                        |                                        |                                        |                                        |                                        |                                        |                                        |                                        |                                        |

### NPO Radio 2 Top 2000
Señorita stond alleen in 2020 in de NPO Radio 2 Top 2000, op plek 1563.

## Awards en nominaties
Het nummer was genomineerd voor verschillende awards. Een overzicht van de belangrijkste awards en nominaties:
| Jaar | Awards                  | Categorie                      | Resultaat   |
| ---- | ----------------------- | ------------------------------ | ----------- |
| 2019 | American Music Awards   | Collaboration of the Year      | Gewonnen    |
| 2019 | People's Choice Awards  | The Song of 2019               | Gewonnen    |
| 2019 | MTV Europe Music Awards | Best Collaboration             | Genomineerd |
| 2019 | MTV Europe Music Awards | Best Song                      | Genomineerd |
| 2019 | MTV Video Music Awards  | Best Collaboration             | Gewonnen    |
| 2019 | MTV Video Music Awards  | Best Cinematography            | Gewonnen    |
| 2019 | MTV Video Music Awards  | Best Art Direction             | Genomineerd |
| 2019 | MTV Video Music Awards  | Best Choreography              | Genomineerd |
| 2019 | MTV Video Music Awards  | Song of Summer                 | Genomineerd |
| 2019 | NRJ Music Awards        | International Song of the Year | Gewonnen    |
| 2019 | Teen Choice Awards      | Best Summer Song               | Gewonnen    |
| 2020 | Grammy Awards           | Best Pop Duo/Group Performance | Genomineerd |
| 2020 | Kids Choice Awards      | Favorite Music Collaboration   | Gewonnen    |
| 2020 | Juno Awards             | Single Of The Year             | Gewonnen    |
| 2020 | Billboard Music Awards  | Top Hot 100 Song               | Genomineerd |
| 2020 | Billboard Music Awards  | Top Collaboration              | Gewonnen    |